# Världsmästerskapen i skidskytte 1982
De 19:e Världsmästerskapen i skidskytte avgjordes i Minsk, Sovjetunionen mellan 10 februari och 14 februari 1982.
Till och med 1983 anordnades världsmästerskap i skidskytte endast för herrar.

## Medaljfördelning
| Placering | Land          | Guld | Silver | Brons | Totalt |
| --------- | ------------- | ---- | ------ | ----- | ------ |
| 1         | Östtyskland   | 2    | 1      | 0     | 3      |
| 2         | Norge         | 1    | 2      | 1     | 4      |
| 3         | Sovjetunionen | 0    | 0      | 2     | 2      |